# Roland Clara
Pour les articles homonymes, voir Clara.
Roland Clara, né le 8 mars 1982 à Brunico, est un fondeur italien.

## Biographie
Encore junior, Roland Clara prend une dix-huitième place lors du 30 km classique en 2002 aux mondiaux de la catégorie. Il fait ses débuts en Coupe du monde lors de la saison 2005 à Lahti avec une onzième place sur un 15 km. 
Il a connu trois podiums en relais avec l'équipe d'Italie dont le premier en mars 2005 à Falun et le dernier en 2016, de plus en individuel il a atteint six fois le podium, dont deux fois sur des épreuves à part entière, avec une troisième place à Sjusjøen le 19 novembre 2011 et à Canmore le 16 décembre 2012. Sa course favorite devient l'ascension finale du Tour de ski, montant sur son premier podium en 2011, puis réalisant le meilleur temps en 2015, pour gagner sa seule manche dans l'élite.
Il a par ailleurs participé aux championnats du monde 2007, 2009, 2011 et 2013 avec pour meilleure place en relais une quatrième place en 2009 et 2013 et en individuel une cinquième place sur la poursuite 30 km en 2009.
Il a également pris part aux Jeux olympiques d'hiver de 2010 avec une 36e place sur le 50 km et aux Jeux olympiques d'hiver de 2014 avec une 29e place sur le skiathlon, une 11e sur le 50 km et une 5e sur le relais. Enfin, il réalise une belle performance lors du Tour de ski 2011 avec une cinquième place finale. Il termine cette même année à la 15e position du classement général de la Coupe du monde, son meilleur résultat à ce jour.

## Palmarès

### Jeux olympiques d'hiver
| Épreuve / Édition | Sprint                           | Sprint                           | 15 km                            | 15 km                            | Poursuite / Skiathlon 2 × 15 km | 50 km | Relais | Relais    |
| Épreuve / Édition | libre                            | classique                        | libre                            | classique                        | Poursuite / Skiathlon 2 × 15 km | 50 km | Sprint | 4 × 10 km |
| JO 2010 Vancouver | Épreuve inexistante à cette date | —                                | —                                | Épreuve inexistante à cette date | —                               | 36e   | —      | —         |
| JO 2014 Sotchi    | —                                | Épreuve inexistante à cette date | Épreuve inexistante à cette date | —                                | 29e                             | 11e   | —      | 5e        |

Légende :
- épreuve non programmée
- — : n'a pas participé à cette épreuve

### Championnats du monde
| Épreuve / Édition           | Sprint                           | Sprint                           | 15 km                            | 15 km                            | Poursuite / Skiathlon 2 × 15 km | 50 km | Relais | Relais    |
| Épreuve / Édition           | libre                            | classique                        | libre                            | classique                        | Poursuite / Skiathlon 2 × 15 km | 50 km | Sprint | 4 × 10 km |
| Mondiaux 2007 Sapporo       |                                  | Épreuve inexistante à cette date | Épreuve inexistante à cette date |                                  | 21e                             |       |        | 9e        |
| Mondiaux 2009 Liberec       |                                  | Épreuve inexistante à cette date | Épreuve inexistante à cette date | 27e                              | 5e                              |       |        | 4e        |
| Mondiaux 2011 Oslo          |                                  | Épreuve inexistante à cette date | Épreuve inexistante à cette date |                                  | 7e                              | 28e   |        | 5e        |
| Mondiaux 2013 Val di Fiemme | Épreuve inexistante à cette date |                                  | 21e                              | Épreuve inexistante à cette date | 20e                             |       |        | 4e        |
| Mondiaux 2015 Falun         | Épreuve inexistante à cette date | —                                | 27e                              | Épreuve inexistante à cette date | 17e                             | —     | —      | 6e        |

Légende :
- : pas d'épreuve
- — : non disputée par Clara

### Coupe du monde
- Meilleur classement général : 15e en 2011.
- 5 podiums :
  - 2 podiums en épreuve individuelle : 1 deuxième place et 1 troisième place.
  - 3 podiums en épreuve par équipes : 2 deuxièmes places et 1 troisième place.

#### Tour de ski
- 5e en 2011.
- 4 podiums d'étapes, dont 1 victoire en 2015.

#### Classements par saison
| Saison    | Classement général final | Classement distance | Classement sprint |
| 2004-2005 | 70e                      | 45e                 |                   |
| 2005-2006 | 80e                      | 54e                 |                   |
| 2006-2007 | 58e                      | 34e                 |                   |
| 2007-2008 | 48e                      | 29e                 | 97e               |
| 2008-2009 | 39e                      | 24e                 |                   |
| 2009-2010 | 46e                      | 38e                 |                   |
| 2010-2011 | 15e                      | 14e                 | 95e               |
| 2011-2012 | 18e                      | 15e                 |                   |
| 2012-2013 | 17e                      | 10e                 |                   |
| 2013-2014 | 61e                      | 40e                 |                   |
| 2014-2015 | 16e                      | 21e                 |                   |
| 2015-2016 | 109e                     | 65e                 |                   |

### Coupe OPA
- 10e du classement général en 2016.
- 11 podiums, dont 3 victoires.